# Amtsgasse 46, 46a

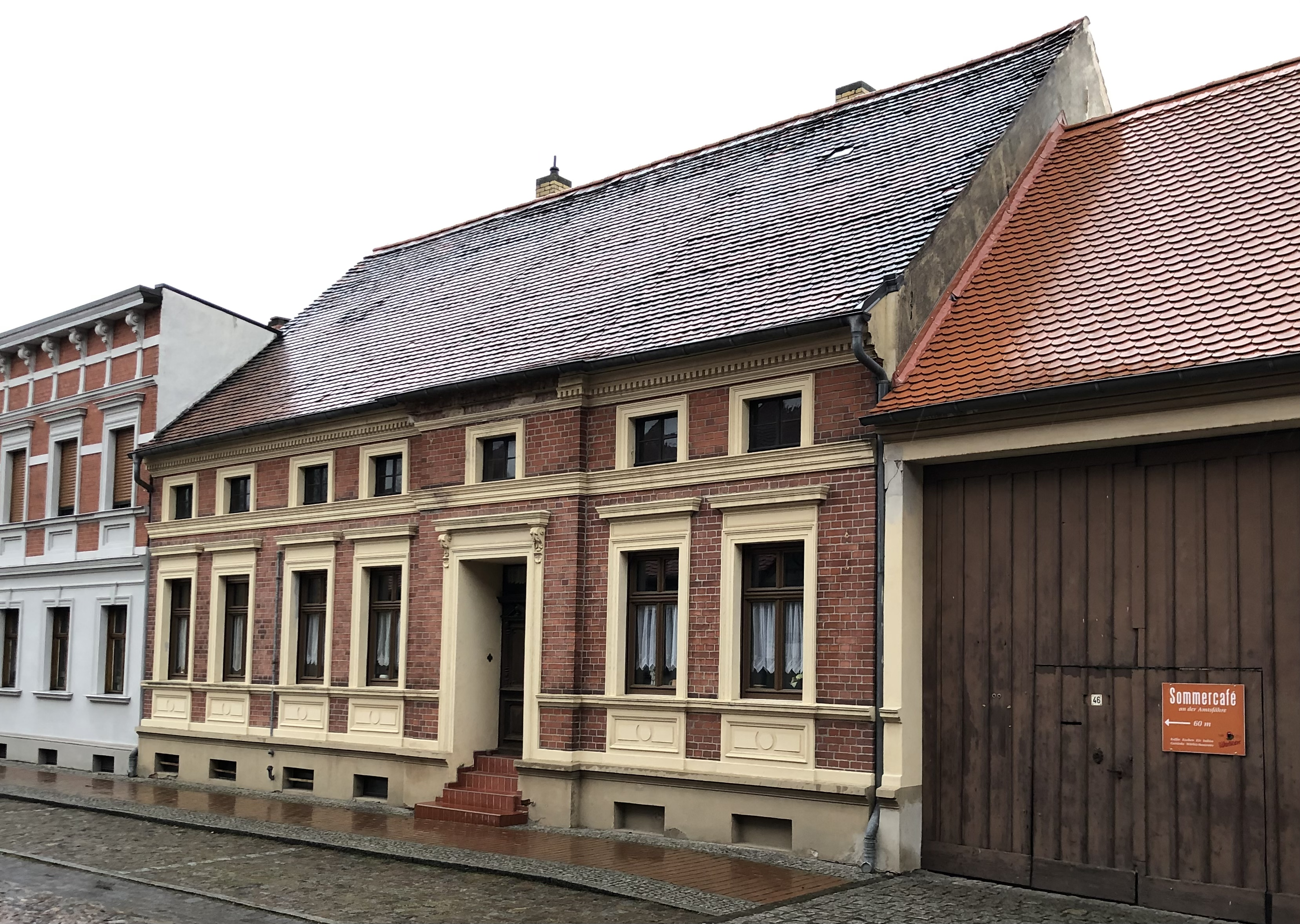
Haus Amtsgasse 46 im Jahr 2022

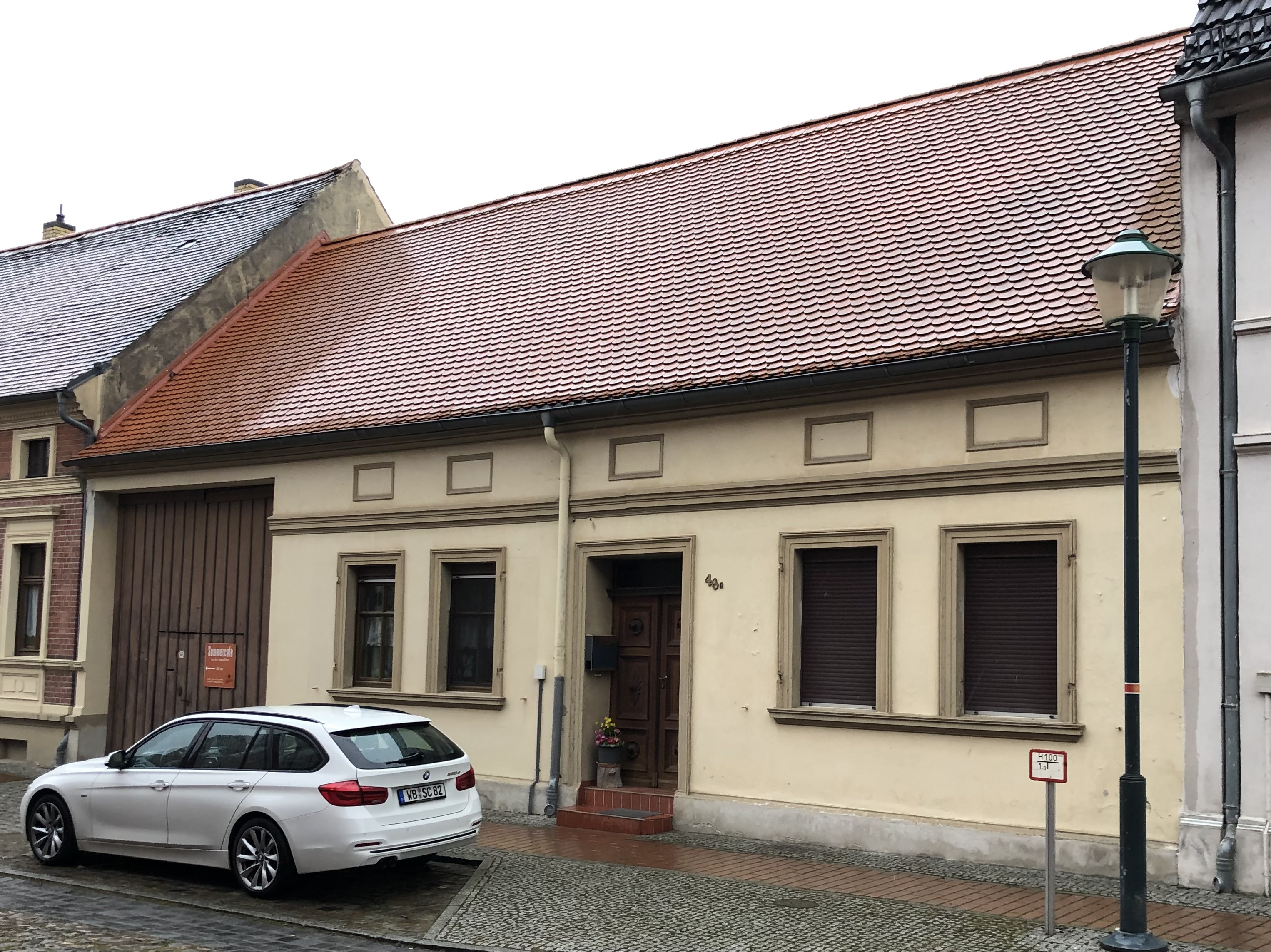
Amtsgasse 46a

Die Amtsgasse 46, 46a ist ein denkmalgeschützter Ackerbürgerhof in Oranienbaum-Wörlitz in Sachsen-Anhalt.

## Lage
Der Hof befindet sich im nördlichen Teil des Ortsteils Wörlitz, auf der Ostseite der Amtsgasse. Unmittelbar nördlich grenzt das gleichfalls denkmalgeschützte Haus Amtsgasse 45 an.

## Architektur und Geschichte
Der Hof entstand in der Zeit zwischen 1840 und 1850 und diente als Hof eines Hüfners und Vollspänners. Zunächst entstand das südlichere, etwas niedrigere Gebäude Amtsgasse 46a, mit einer fünfachsigen, verputzten Fassade. In seinem nördlichen Teil befindet sich eine Toreinfahrt. Dann wurde die siebenachsige Amtsgasse 46 errichtet. Die Fassade ist ziegelsichtig, mit Putzelementen verziert und ähnelt der Gestaltung des Hauses Amtsgasse 45.
Beide spätklassizistischen Gebäude sind eingeschossig und verfügen über ein Drempelgeschoss.
Im örtlichen Denkmalverzeichnis ist der Ackerbürgerhof unter der Erfassungsnummer 094 40019 als Baudenkmal eingetragen. Das Gebäude Amtsgasse 46 wurde dabei auch als Gutsarbeiterhaus bezeichnet. Zeitweise wurde das Wohnhaus Amtsgasse 46a unter der Erfassungsnummer 094 40435 als eigenes Denkmal geführt. Vermutlich im Zuge der Zusammenführung unter einer Denkmalnummer wurde dieser Teil zeitweise wohl versehentlich als ehemaliges Denkmal geführt.